# بريان تشيو
بريان تشيو هو لاعب كرة قدم كندية كندي، ولد في 16 أغسطس 1974 في فانكوفر في كندا.